# بهاء الدين زكريا
بهاء الدين زكريا (بالبنجابية: بہاؤالدین زکریا، بالفارسية: بہاءُ الدین زکریا) (حوالي 1170 – 1262)، والمعروف أيضًا باسم بهاء الحق، كان عالمًا مسلمًا سنيًا بنجابيًا وشيخًا وشاعرًا أسس الطريقة السهروردية في جنوب آسيا في العصور الوسطى، وأصبح فيما بعد أحد أكثر القادة الروحيين تأثيرًا في عصره.

## الحياة
وُلِد زكريا في سنة 1161 أو 1182. كانت عائلته من أصل هاشمي، وبالتالي يعود نسبهم إلى أسد بن هاشم، أحد أسلاف النبي محمد. كانت عائلة بهاء الدين في الأصل من منطقة خوارزم في آسيا الوسطى ، ولكنها استقرت في كوت كارور [الإنجليزية] في منطقة البنجاب، بالقرب من مدينة ملتان. كان والده وجيه الدين محمد، وكانت والدته ابنة حسام الدين الترمذي.
لمدة خمسة عشر عامًا، سافر زكريا إلى مدن مختلفة في جنوب البنجاب، حيث تمكن من جذب أعداد كبيرة من المتحولين من الهندوسية. وأخيرًا استقر زكريا في ملتان في عام 1222. تحت تأثيره، أصبحت ملتان معروفة باسم بغداد الشرق، ويشير إليها زكريا في شعره الفارسي:

| مولتان ما به جنت اعلا برابر اهسته پا بنه که مالک سجده می‌کند. | ملتان فينا مثل الجنة العليا، امشِ ببطء، فهنا الملائكة تسجد. |

أصبح زكريا منتقدًا صريحًا لحاكم ملتان في ذلك الوقت، ناصر الدين قباجة، وانحاز إلى التتمش، سلطان دلهي المملوكي عندما أطاح بقباجة عام وكان دعم زكريا حاسمًا في انتصار التتمش، ولذلك منحه التتمش لقب شيخ الإسلام للإشراف على الأمور الروحية للدولة، امتنانًا لدعمه. كما حصل زكريا على رعاية رسمية من السلطان.
خلال حياته، أصبح زكريا صديقًا للال شهباز قلندر، وهو صوفي يحظى بالاحترام على نطاق واسع من السند، ومؤسس الطريقة القلندرية للدراويش المتجولين. وباعتباره شيخ الإسلام، تمكن زكريا من تهدئة المسلمين المتشددين، الذين شعروا بالإهانة من تعاليم لال شهباز قلندر. زكريا، وشهباز قلندر، وبابا فريد وسيد جلال الدين البخاري [الإنجليزية]، أصبحوا معًا المجموعة الشهيرة حق تشار يار، أو مجموعة الأصدقاء الأربعة، والتي تحظى باحترام كبير بين المسلمين في جنوب آسيا.

## الفلسفة الروحية
طريقة زكريا، أو التوجه الفلسفي الصوفي، كانت للسيد الصوفي الفارسي الشهير شهاب الدين أبو حفص عمر السهروردي من بغداد. رفضت الطريقة السهروردي حياة الفقر، كما تبنتها الطريقة الجشتية التي كانت أكثر انتشارًا في منطقة لاهور. وبدلًا من ذلك، آمن السهرورديون بالطعام والملابس العادية، ورفضوا تأكيد الجشتي بأن الروحانية تقوم على أساس الفقر. كما رفض السهرورديون أيضًا ممارسة التشتي المبكرة المتمثلة في الانفصال عن الدولة السياسية.
أكدت خطب زكريا على ضرورة الالتزام بالممارسات الإسلامية المعتادة مثل الصوم والزكاة، كما دعا أيضًا إلى فلسفة العلم جنبًا إلى جنب مع الصوفية. إن تركيزه على تعليم جميع البشر، بغض النظر عن الطبقة أو العرق، جعله متميزًا عن الصوفيين الهندوس المعاصرين له.
لم يرفض الموسيقى الروحية التقليدية التي أكَّد عليها بشدة في عبادة تشيستي، لكنه شارك فيها فقط في المناسبات. كما رفض تقليد التشيستي المتمثل في الانحناء احترامًا للزعماء الدينيين، وهي ممارسة اُستعيرت من الهندوسية.

## تأثير
انتشرت تعاليم زكريا على نطاق واسع في جميع أنحاء جنوب البنجاب والسند، وجذبت أعدادًا كبيرة من المتحولين من الهندوسية. واصل خلفاؤه ممارسة نفوذ قوي على جنوب البنجاب لعدة قرون تالية، بينما انتشرت طريقته شرقًا إلى مناطق شمال الهند، وخاصة في ولاية جوجارات والبنغال.

## المزار
30°12′02″N 71°28′35″E / 30.20056°N 71.47639°E
توفي بهاء الدين زكريا في عام 1268 ويقع قبره (داربار) في ملتان. المزار مربع الشكل من 51 قدم 9 بوصة (15.77 م) قدم 9 بوصة (15.77 متر) ، مقاسة داخليا. فوق هذا هناك ثمانية أطوال، حوالي نصف ارتفاع المربع، والذي يتجاوزه سقفه نصف القبة. دُمر المزار بالكامل تقريبا خلال حصار ملتان في عام 1848 من البريطانيين حيث كسروه، ولكن اٌستعيد المزار بعد ذلك بفترة قريبة على يد المسلمين المحليين.
يزور ضريحه العديد من الحجاج في أوقات زيارته من أجزاء مختلفة من باكستان وخارجها.

## الكتابات
- أوراد الشيخوش الشيوخ : الأوراد :أوراد السهروردي

## تكريمات تذكارية
- سُمي قطار بهاء الدين زكريا السريع [الإنجليزية] باسمه، وهو يعمل بين كراتشي وملتان.[17]
- سُميَت جامعة بهاء الدين زكريا [الإنجليزية] الواقعة في ملتان باسمه وهي أكبر مؤسسة في جنوب البنجاب.